# Étienne Carjat
Étienne Carjat, né le 28 mars 1828 à Fareins et mort le 8 mars 1906 à Paris 10e, est un photographe, journaliste, caricaturiste et poète français.

## Biographie
Dans Rimbaud le fils, Pierre Michon indique qu'Étienne Carjat provient d'une famille modeste, que sa mère avait une loge de concierge au fond d'une cour, qu'il s'est marié et a eu une fille, qu'il est peintre, poète et homme de théâtre, et qu'il est l'ami de Charles Baudelaire. Selon les pièces administratives, il est le fils de Claude Carjat, cocher, et de Marie Rousset, concierge à Lyon. Montés ensuite à Paris, ils sont concierges.
En 1841, il découvre le dessin grâce à monsieur Cartier, fabricant de soieries chez qui il est placé comme apprenti sous les ordres du dessinateur, monsieur Henry ; il y reste trois ans. En 1858, il apprend le métier de la photographie auprès de Pierre Petit. En 1861, il s'installe dans son propre atelier au 56, rue Laffitte à Paris ; les bureaux du journal Le Boulevard, qu'il fonde et qu'administre son ami Alphonse de Launay, sont dans le même local. Baudelaire participe à cet hebdomadaire et Carjat y publie des caricatures qu'il revend aussi à d'autres titres. Il réalise un important travail de caricaturiste, publié notamment dans le journal Diogène dont il est le cofondateur. En photographie, il réalise de nombreux portraits de personnalités, et ses clichés se distinguent par l'absence récurrente d'éléments de décors. Avec Nadar, il est le principal photographe des personnages en vue des arts, de la politique et du spectacle entre 1860 et 1890.
En 1865, il revend son atelier à Légé et Bergeron. De 1866 à 1869, il s'installe au 62, rue Pigalle, puis au 10, rue Notre-Dame-de-Lorette. Proche de Courbet, en 1871, il apporte son soutien à la Commune de Paris et publie des poèmes politiques dans le quotidien La Commune (d). Il a également publié un ouvrage, Artiste et citoyen, en 1883.
L'un de ses clichés les plus connus est un portrait d'Arthur Rimbaud, réalisé en octobre 1871. Paul Verlaine, Rimbaud et Carjat font en effet partie des « Vilains Bonshommes », un groupe créé en 1869, qui rassemble des poètes et des artistes comme André Gill, Théodore de Banville, Henri Fantin-Latour, etc. En janvier 1872, une querelle éclate au cours d'un diner organisé par ce groupe et Rimbaud blesse Étienne Carjat à l'aide de la canne-épée d'Albert Mérat. En réaction, Carjat efface les négatifs sur verre correspondant aux portraits qu'il a pris de Rimbaud, dont ne subsistent aujourd'hui que huit épreuves d'époque.
Mort à la Maison Dubois, il a été inhumé au cimetière parisien de Saint-Ouen.
Il laisse un important fonds de caricatures et de photographies, dont les clichés de Rimbaud sont réputés.
La trace de la plus grande partie de son œuvre photographique a été perdue en 1923, après avoir été vendue à un dénommé Roth.
Un poème de Sully Prudhomme intitulé le Gué est dédié à Étienne Carjat.

## Galerie

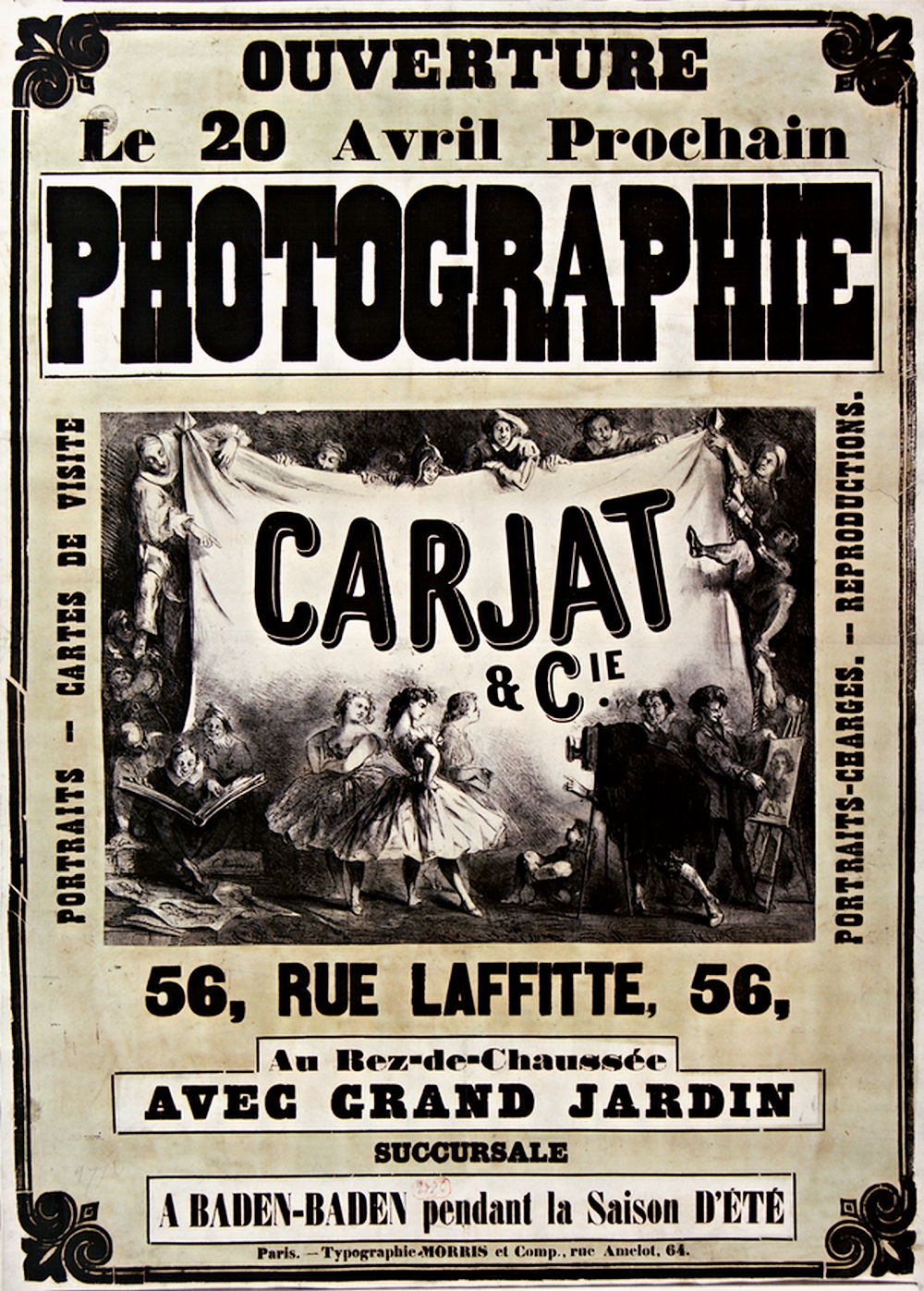
Affiche annonçant l'ouverture du studio Carjat de la rue Laffitte en 1861. Dessinateur Louis Émile Benassit.
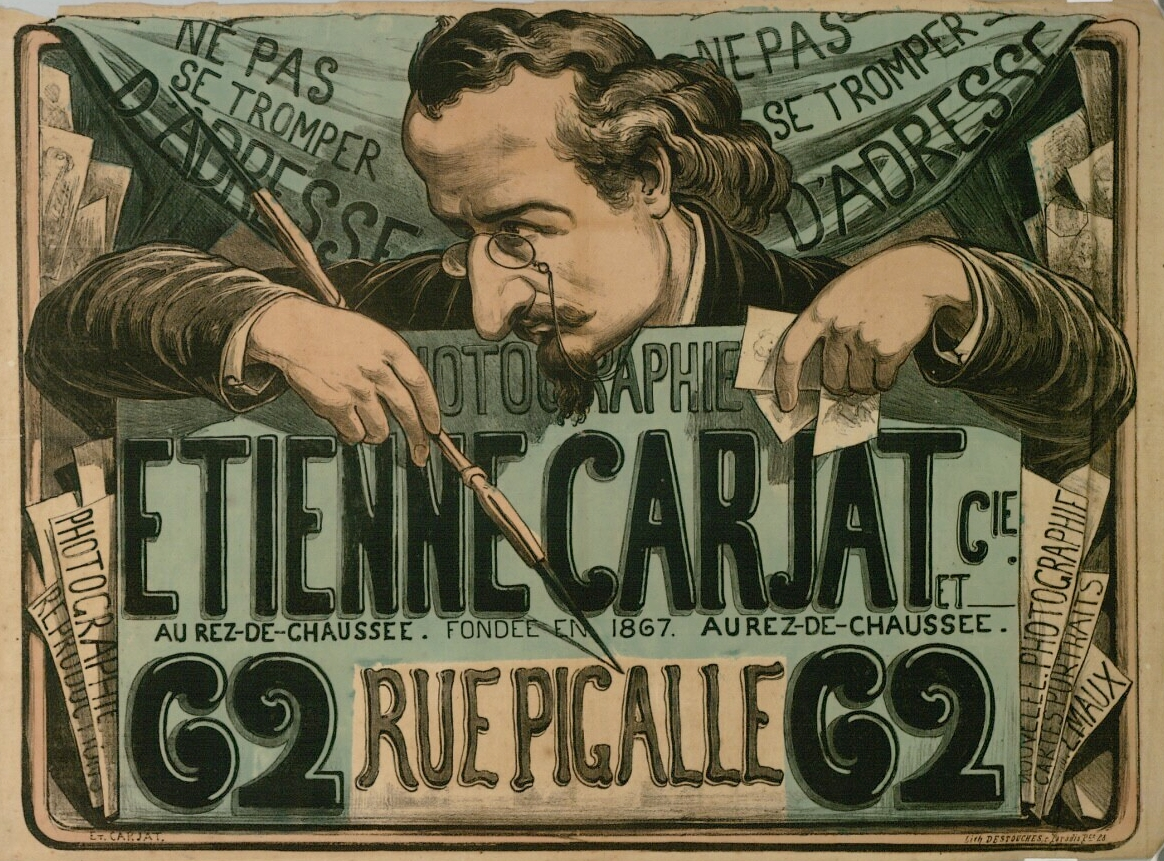
Affiche dessinée par Carjat pour la nouvelle adresse de son atelier (1867-1868).
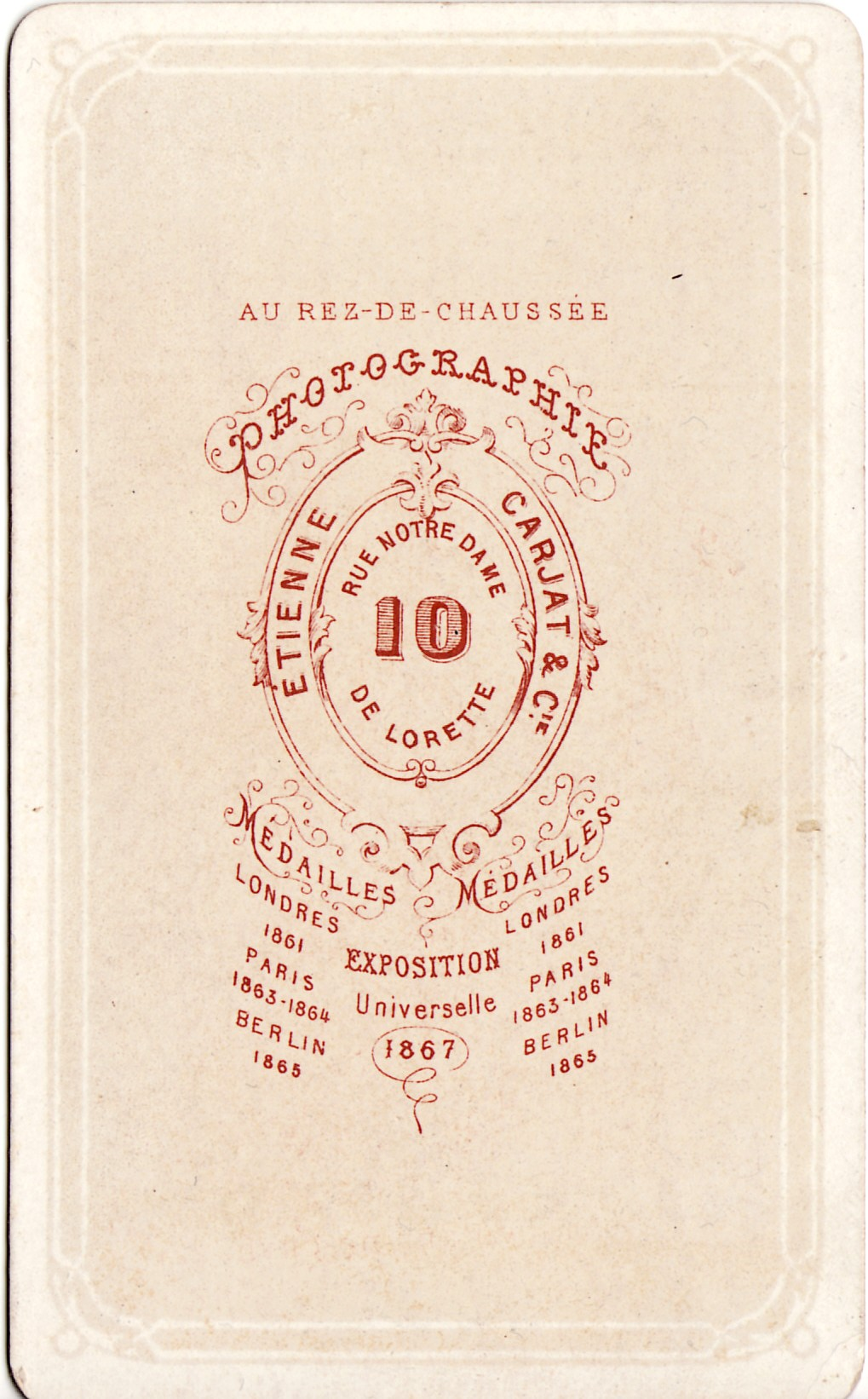
Verso d'une photo-carte de visite, rue Notre-Dame-de-Lorette, utilisé de 1874 à 1878[15]..

## Œuvres

### Dessins
Nemours, Château-Musée :
- Mademoiselle Fix, sociétaire de la Comédie française, 1858, fusain et craie sur papier, 50 x 32 cm. 1910.47.1.

### Photographies
- Camille Moreau-Nélaton, 1860[16].

Photographies par Étienne Carjat
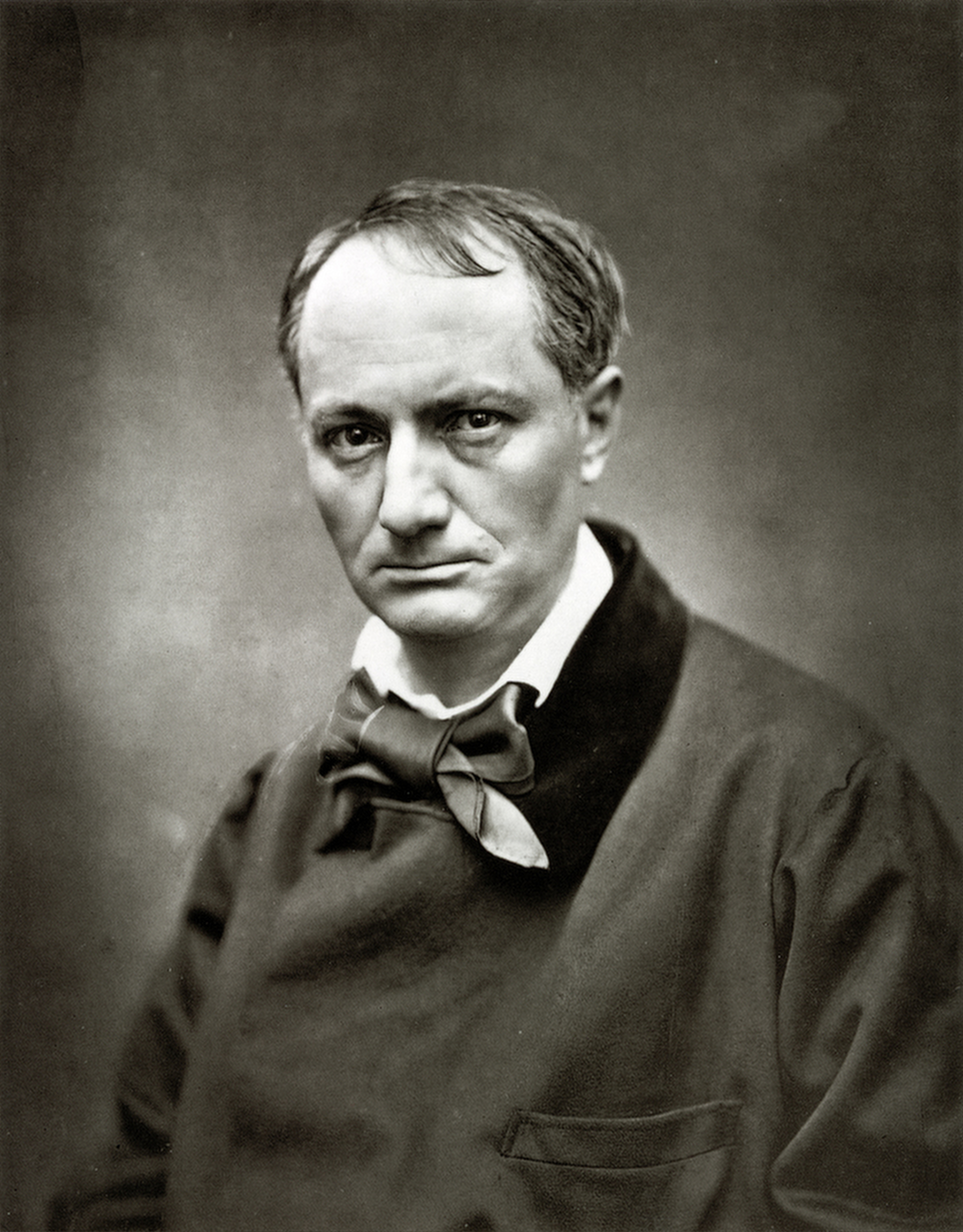
Charles Baudelaire (vers 1863).
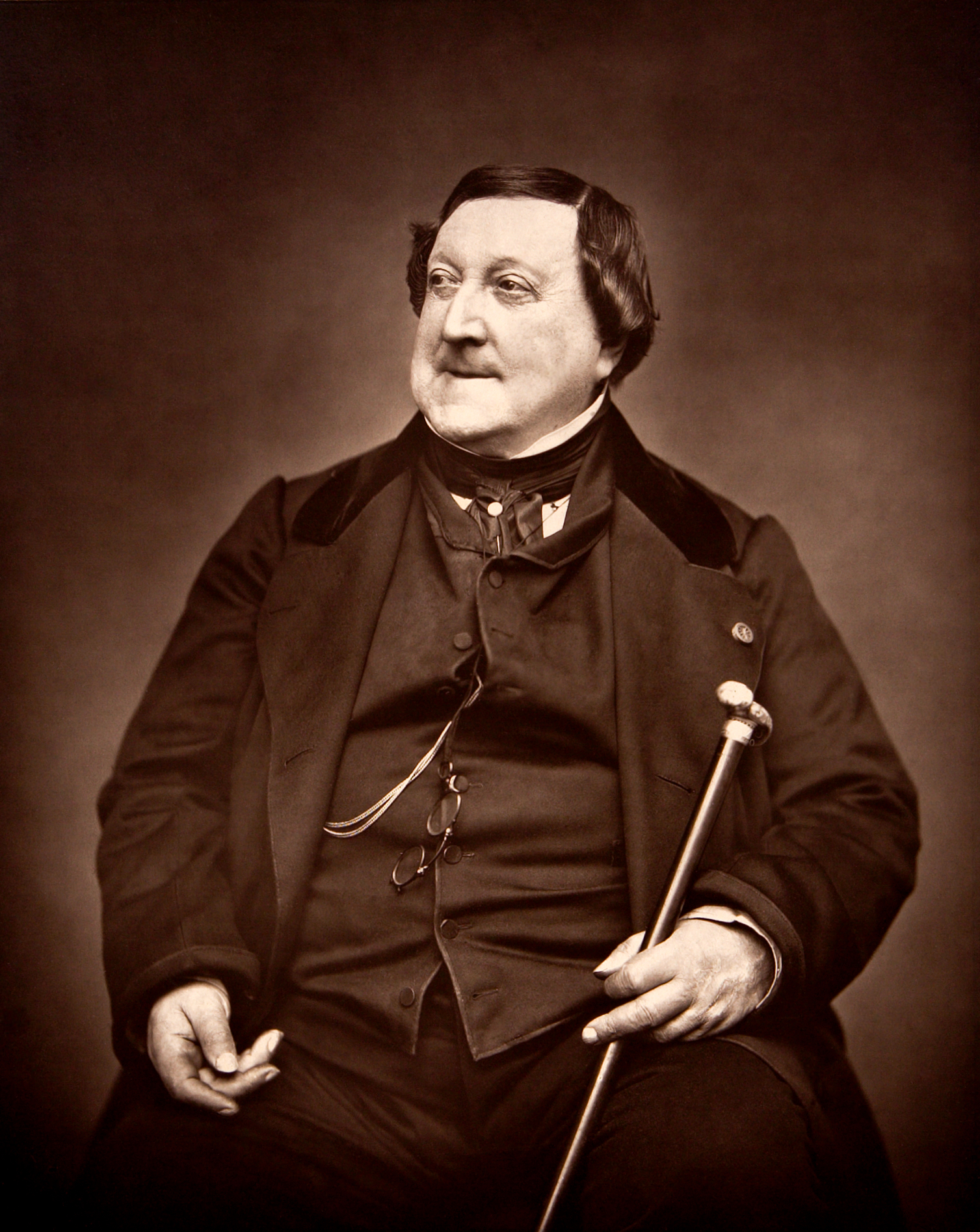
Gioachino Rossini (1865)
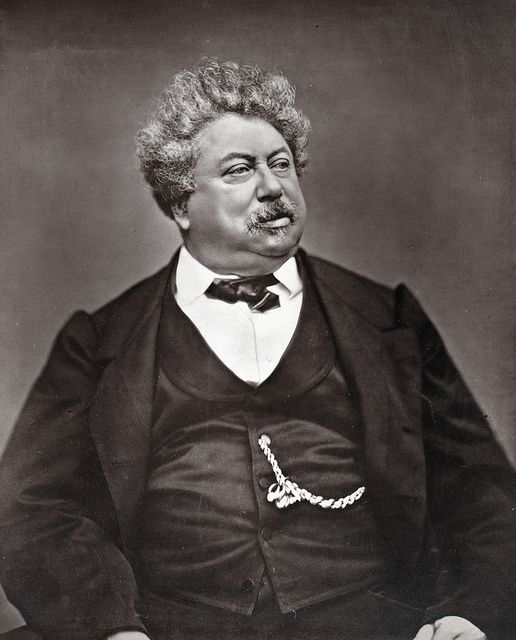
Alexandre Dumas (entre 1865 et 1870).
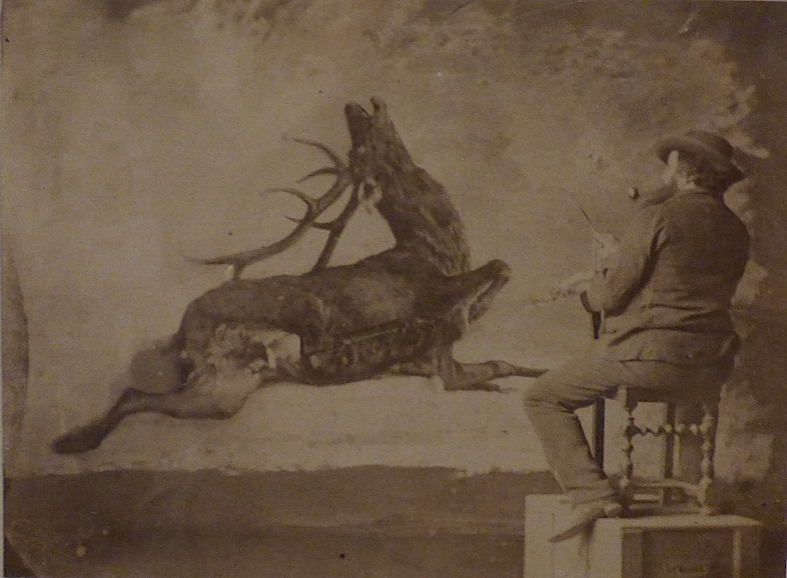
Gustave Courbet peignant “L'Hallali du cerf” (1867).
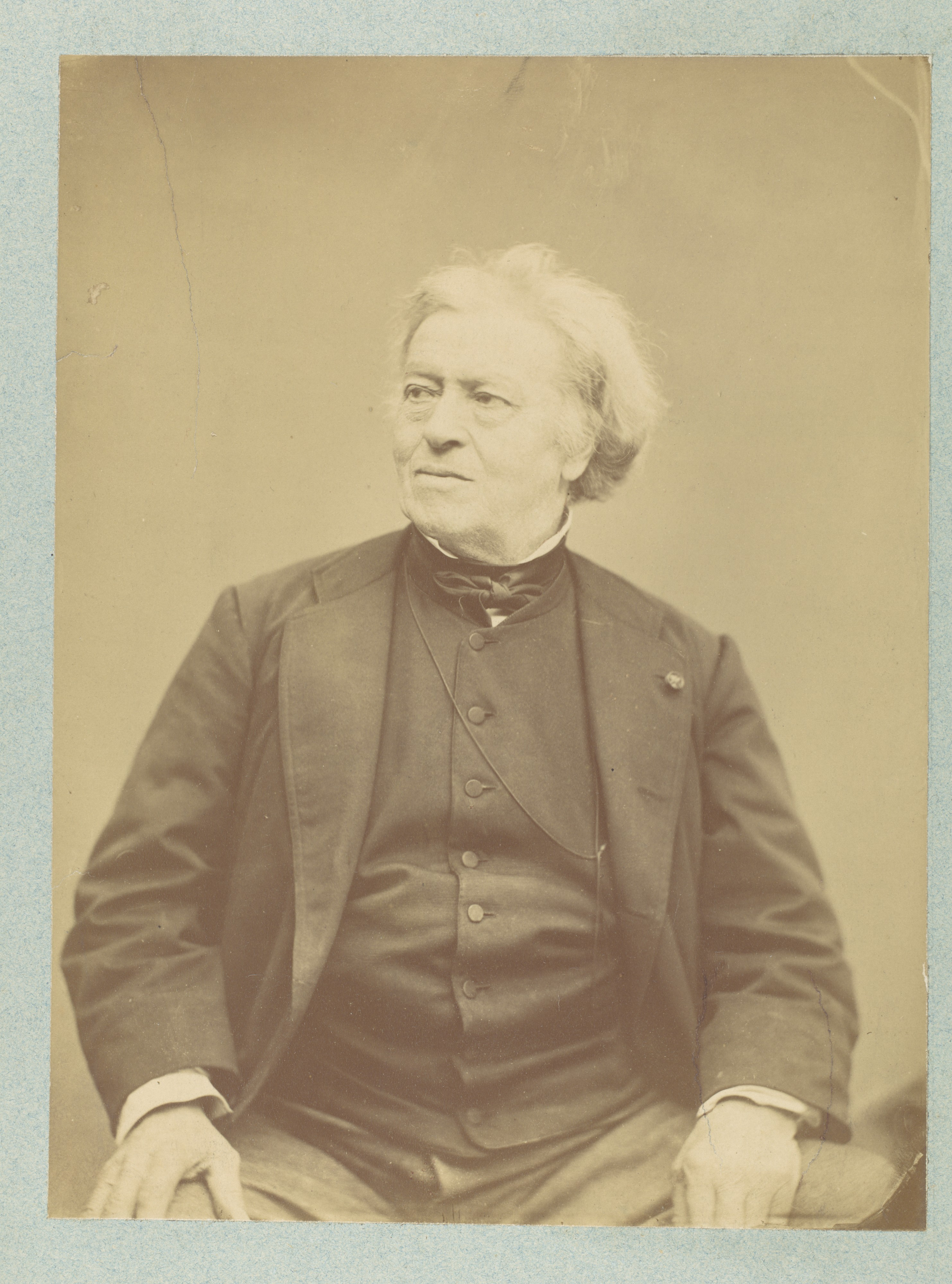
Jean-Baptiste Camille Corot (1870).
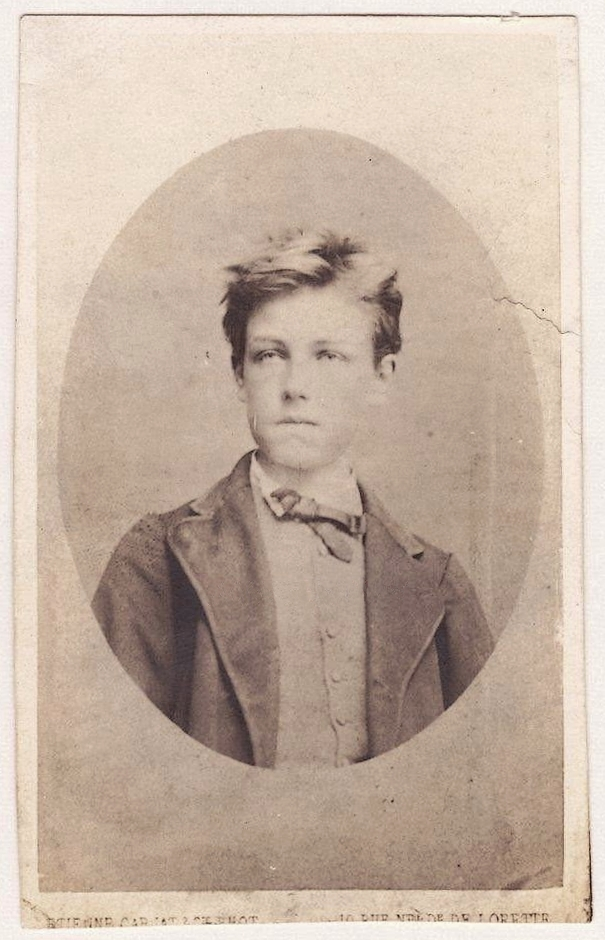
Arthur Rimbaud (1871), photo carte de visite.
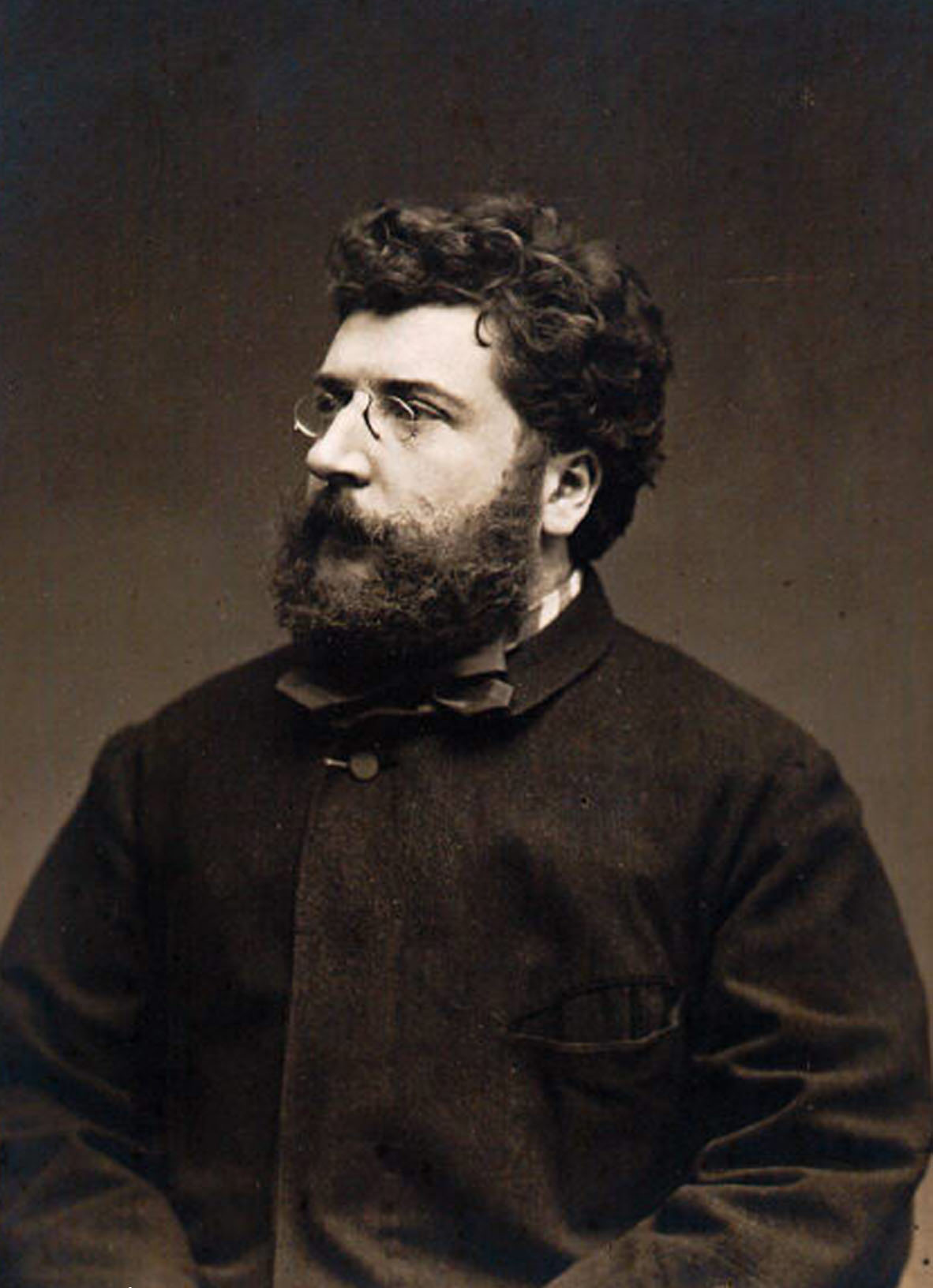
Georges Bizet (1875).
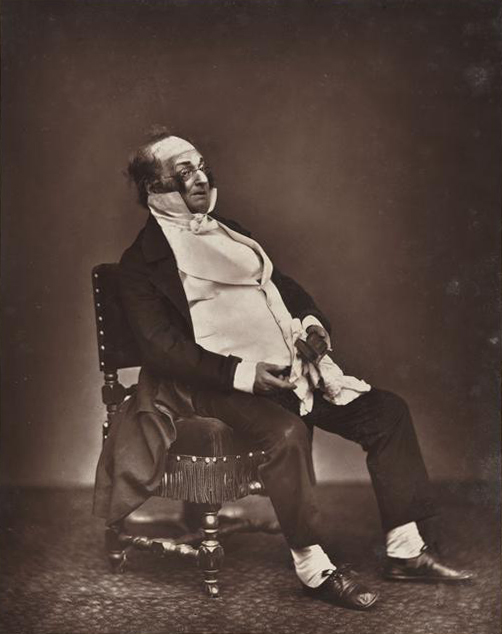
Henri Monnier dans le rôle de Monsieur Prudhomme (vers 1875).
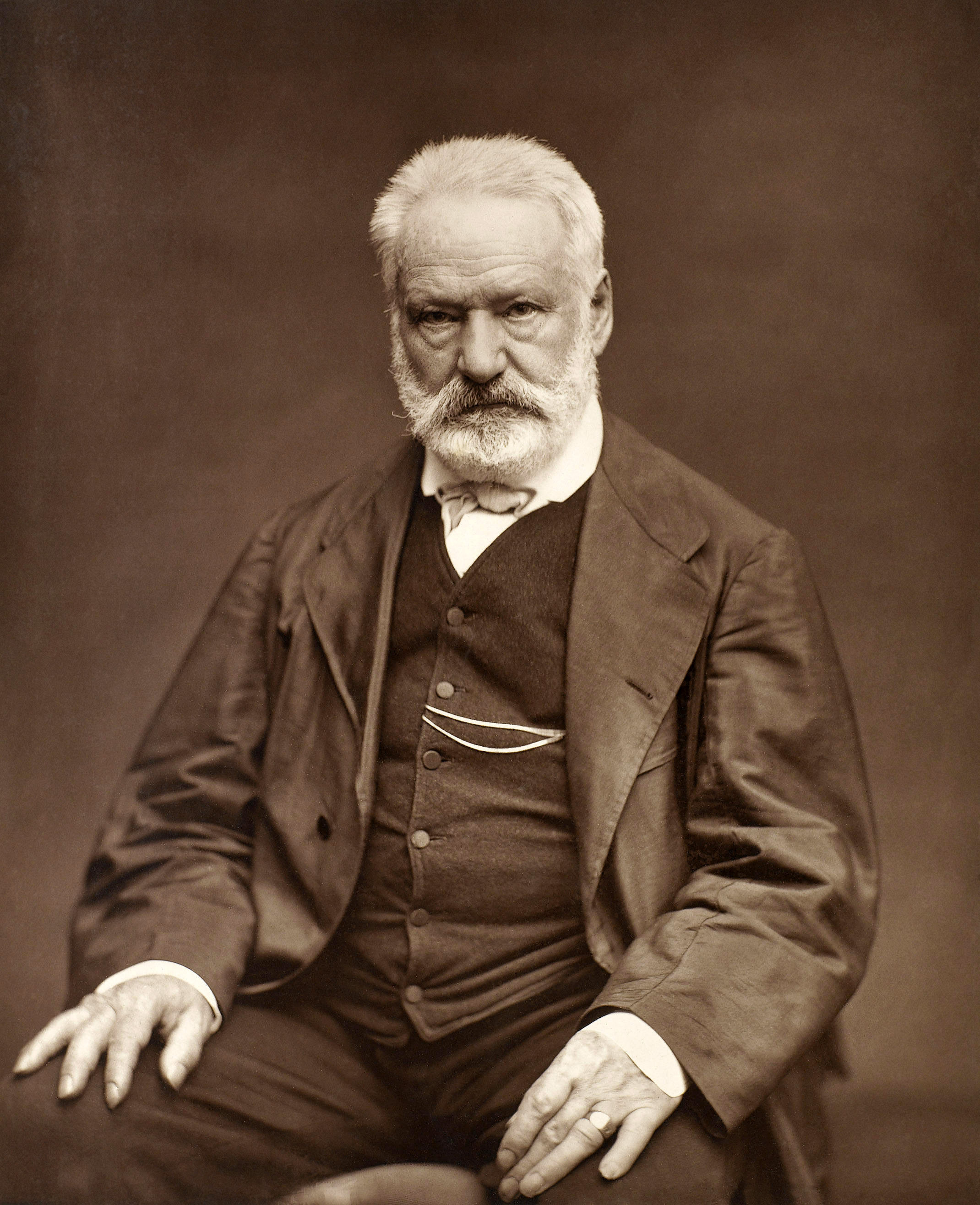
Victor Hugo (1876).
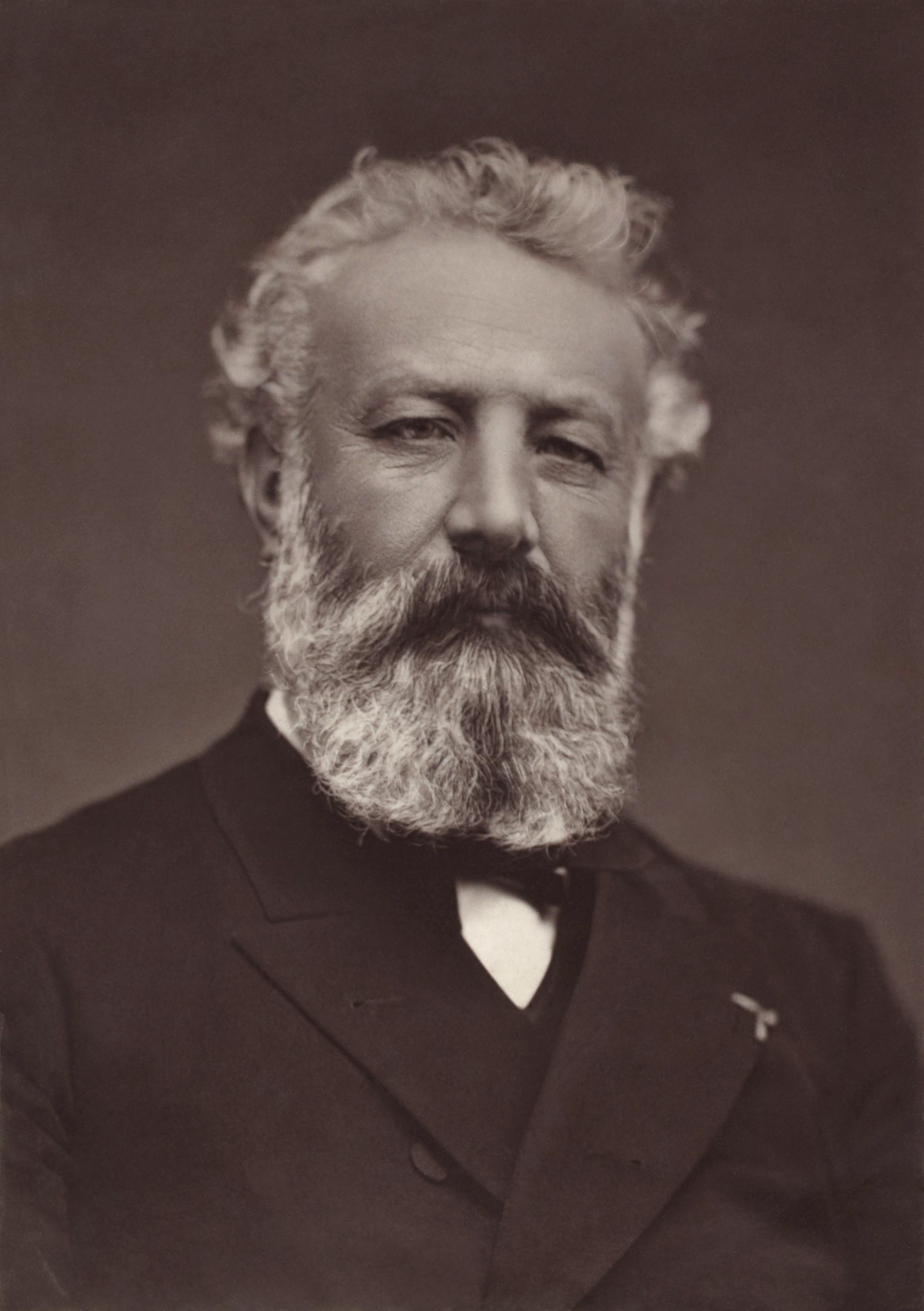
Jules Verne (1884).

Caricatures par Étienne Carjat
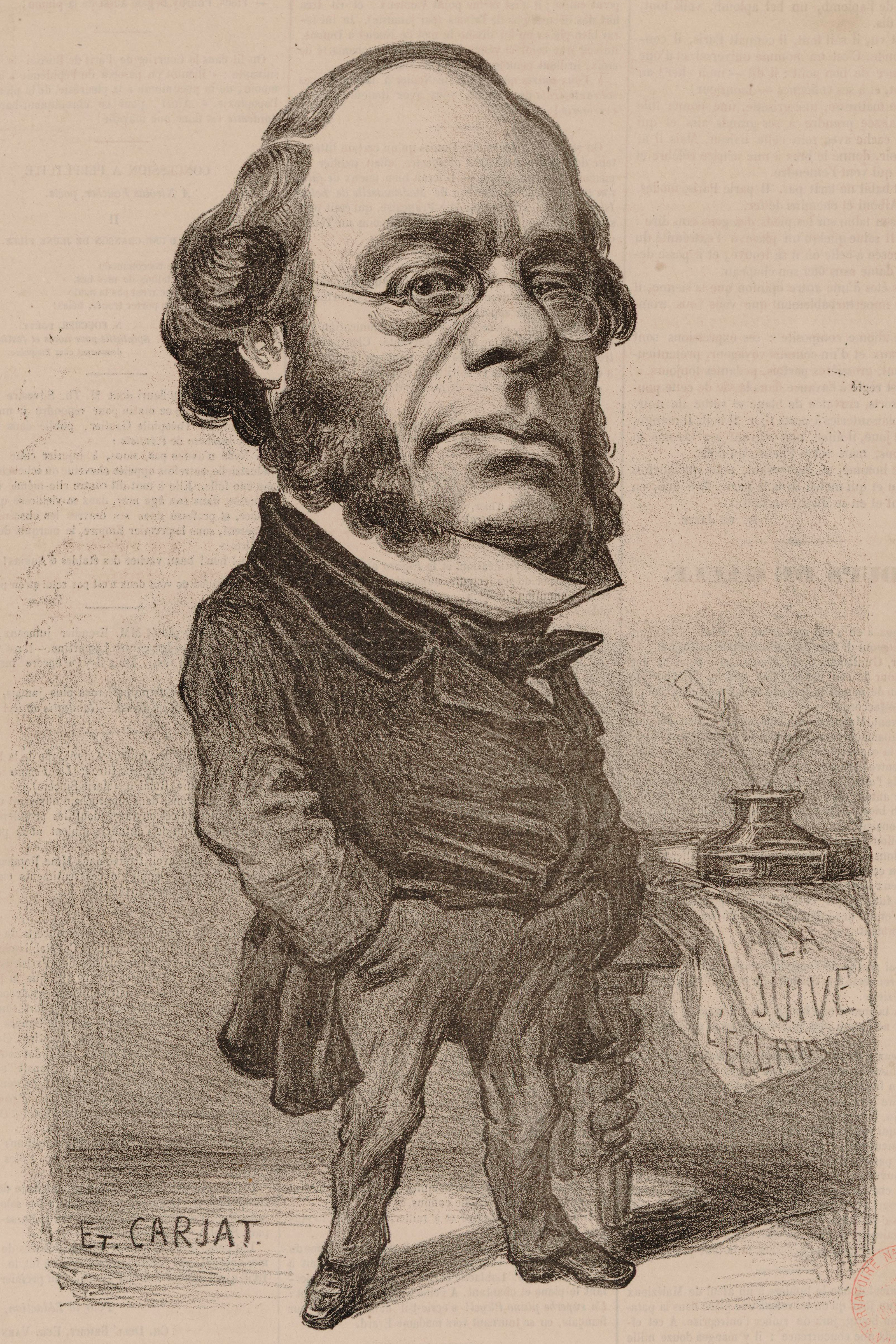
Fromental Halévy (1860).
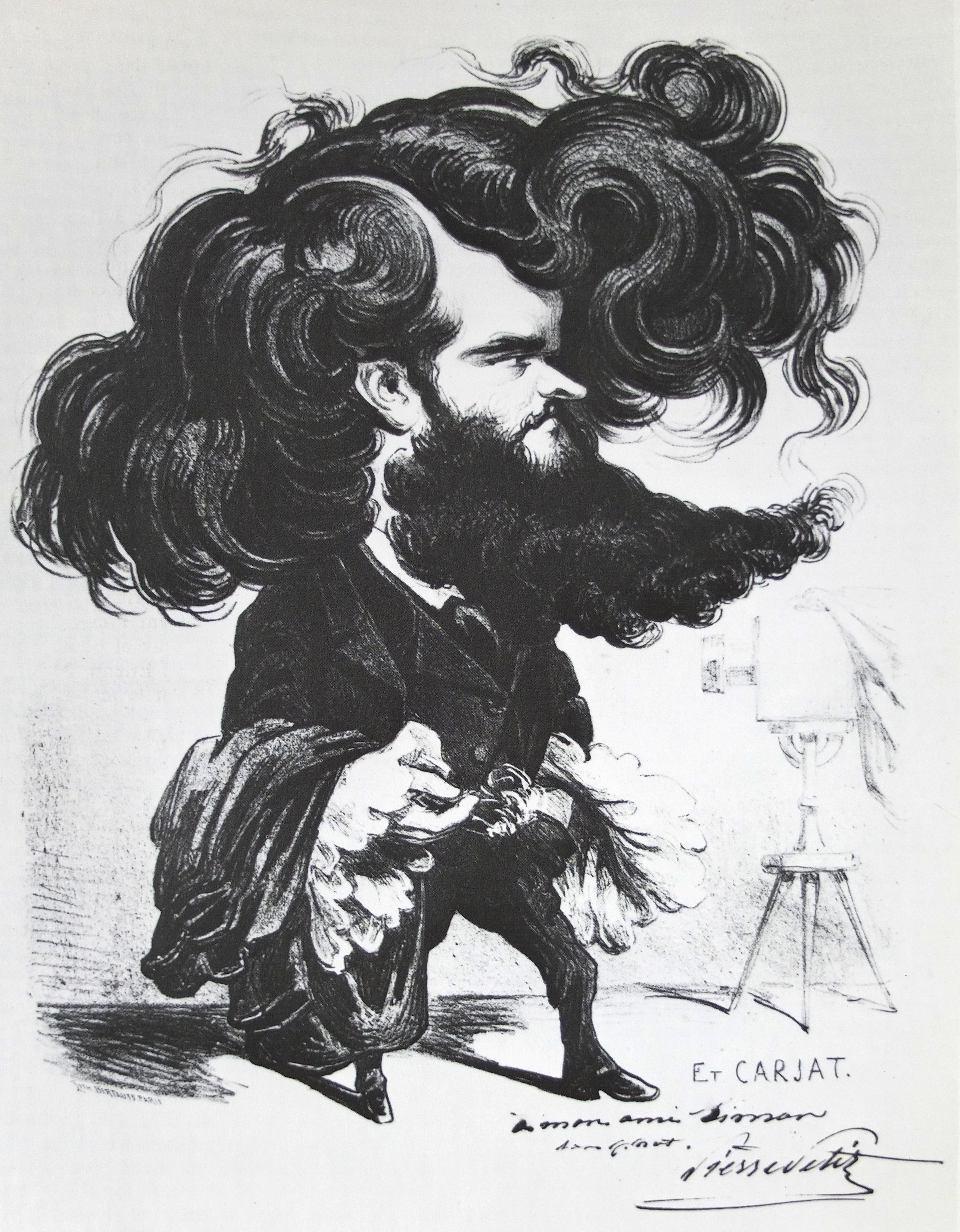
Pierre Petit (vers 1860).
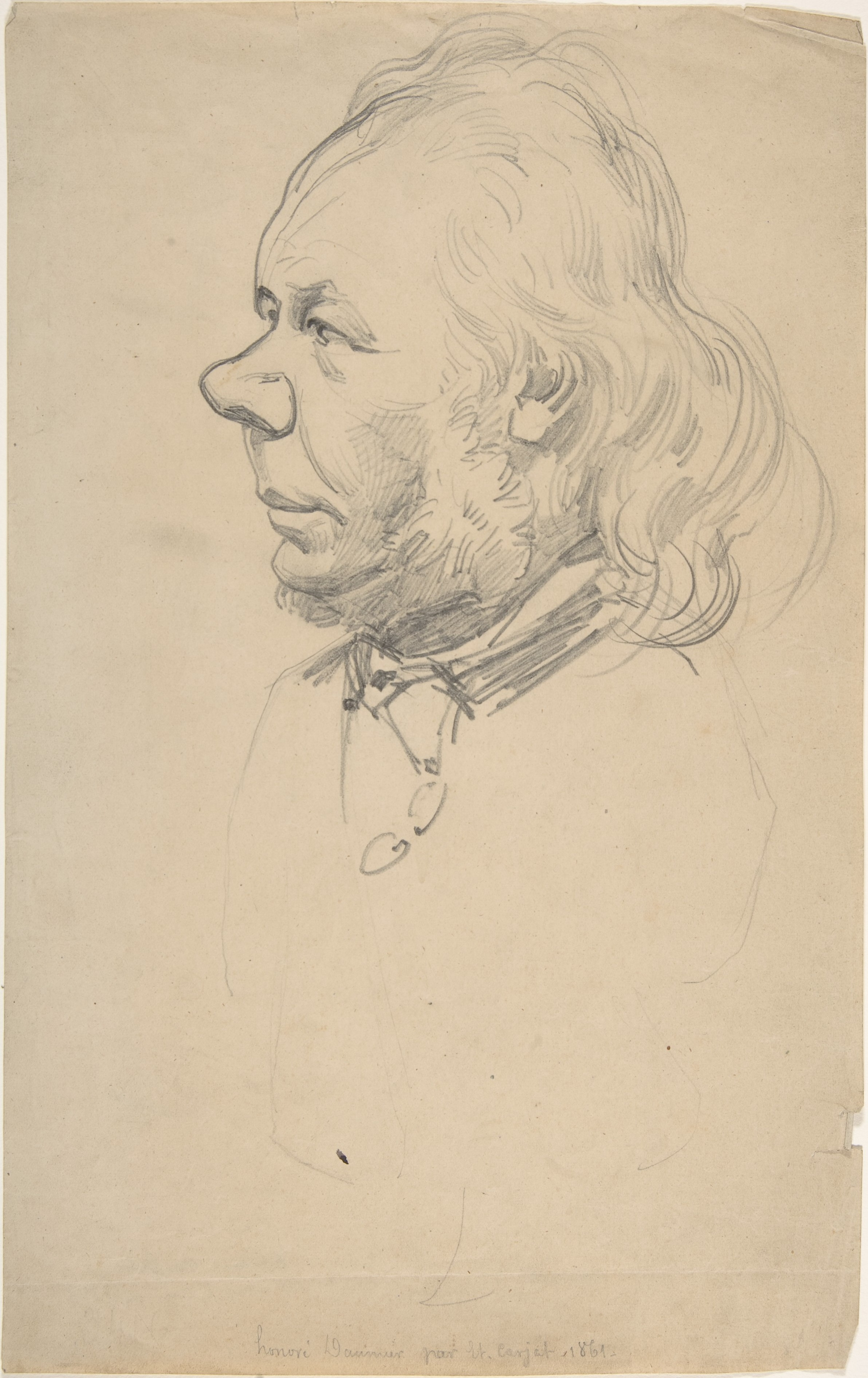
Honoré Daumier (1861), New York, Metropolitan Museum of Art.
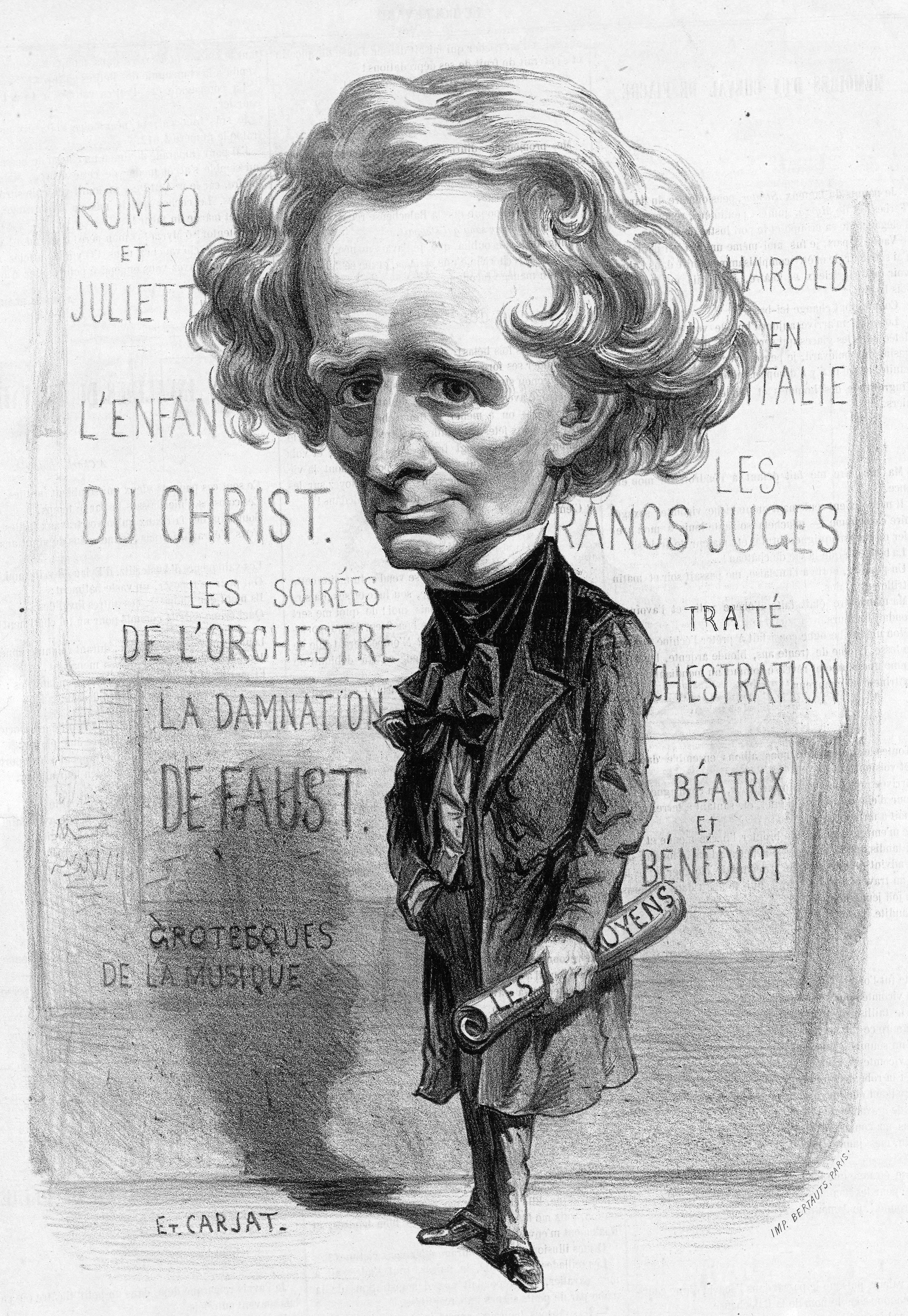
Hector Berlioz (1863).
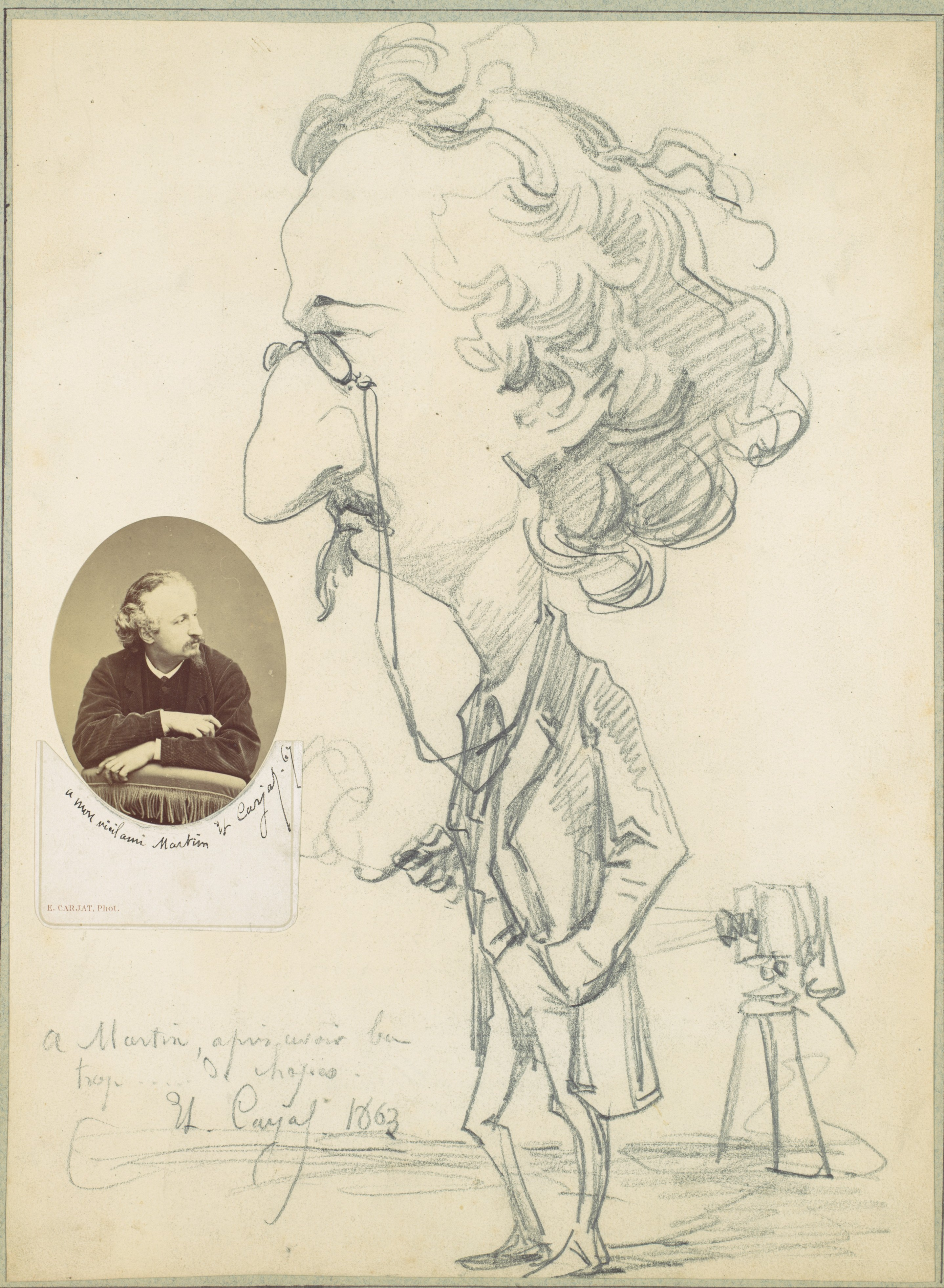
Autoportrait (1863), New York, Metropolitan Museum of Art.

### Monographie
- Croquis biographiques : A. Renard de l’Opéra, Paris, 1858, 16 p. (lire en ligne sur Gallica).

### Poésie
- Les Mouches vertes : satire, Paris, Weil et Bloch, 1868, 8 p., in-8° (lire en ligne sur Gallica).
- Peuple, prends garde à toi ! : Satire électorale, Paris, 1876, 8 p., in-8° (lire en ligne sur Gallica).
- Artiste et citoyen, poésies : précédées d'une lettre de Victor Hugo, Paris, Tresse, 1883, viii-288, in-12 (lire en ligne sur Gallica).

## Expositions
- 10 octobre - 17 novembre 1980 : Étienne Carjat, Musée Nicéphore-Niépce, Chalon-sur-Saône[17].
- 25 novembre 1982 - 23 janvier 1983 : Étienne Carjat 1828-1906, photographe, Musée Carnavalet, Paris[4].
- 9 novembre - 22 décembre 1990 : Étienne Carjat 1828-1906. Photographies d'acteursExposition. Paris, A l'image du grenier sur l'eau. 1990]
- 4 mai - 31 juillet 2010 : Étienne Carjat, Musée du vieux Saint-Étienne, Saint-Étienne[18].